# Buzău
Buzău är en stad (municipiu) i det historiska landskapet Valakiet i sydöstra Rumänien. Staden ligger vid Sirets biflod Buzău, cirka 100 kilometer nordöst om huvudstaden Bukarest. Den är residensstad i länet Buzău och hade 115 494 invånare 2011.
Buzău är en järnvägsknutpunkt och har kemisk och metallurgisk industri samt textil-, trä- och livsmedelsindustri. Staden nämns första gången i skriftliga källor 1431 som tullplats, och är biskopssäte sedan omkring 1500.